# Melitaea aullicana
Melitaea aullicana är en fjärilsart som beskrevs av Adalbert Seitz 1909. Melitaea aullicana ingår i släktet Melitaea och familjen praktfjärilar. Inga underarter finns listade i Catalogue of Life.